# Johann Debel

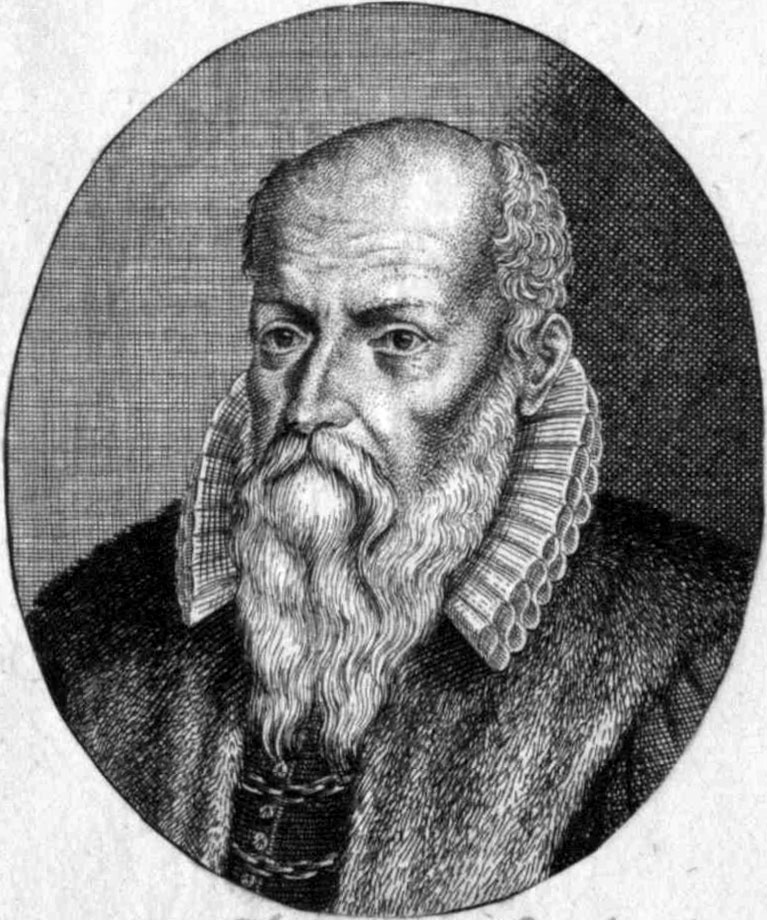
Johann Debel

Johann Debel auch: Debelius Döbel (* 11. April 1540 in Remda; † 25. August 1610 in Jena) war ein deutscher Philologe und lutherischer Theologe.

## Leben
Debels war ein Sohn des gleichnamige Bürgermeister von Remda Johann Debel. Nach dem Besuch der Grundschule seiner Geburtsstadt wechselte er auf die Lateinschule in Weimar, welche unter der Leitung des Rektors Johann Wolff und des Konrektors Anton Varus stand. 1559 absolvierte er eine weitere Ausbildung am Gymnasium Straßburg und begann 1562 an der Universität Jena ein Studium der Philosophie und Theologie. Am 9. Juli 1567 erwarb er den akademischen Grad eines Magisters der Philosophie. Danach hielt er Privatvorlesungen zur Logik und Mathematik, wurde im Sommersemester 1569 Mitglied der philosophischen Fakultät und im Wintersemester 1569 Professor der philosophischen Fakultät in Jena. Nachdem er 1571 Dekan der philosophischen Fakultät gewesen war, geriet er 1572 in die theologischen Streitigkeiten mit den sich damals etablierenden Kryptocalvinisten. Daher wurde er aus seinem Dienst suspendiert und durch Johann Wilhelm von Sachsen-Weimar am 16. Oktober entlassen.
Debel fand in den braunschweigschen Landen eine neue Wirkungsstätte, wo er 1573 als Professor der griechischen Sprache und Literatur am Pädagogium Illustre Gandersheim eine neue Anstellung fand. Als diese Bildungseinrichtung im Folgejahr nach Helmstedt verlegt wurde, folgte er dorthin. So wurde er einer der ersten Hochschullehrer der 1576 gegründeten Universität Helmstedt. Bei der Einweihung hatte er bei der Eröffnungsveranstaltung die Gesetze und Statuten der Hochschule verlesen und bekleidete dort die Professur der griechischen und hebräischen Sprache. Jedoch währte die dortige Tätigkeit nicht lange. Nachdem sich die theologischen Streitigkeiten im Thüringer Gebiet zu Gunsten der Gnesiolutheraner entwickelt hatten, erhielt er 1579 die Stelle eines Superintendenten in Ohrdruf.
Hier wirkte er sechsundzwanzig Jahre, bis er 1604 einen Ruf Berufung auf eine Professur der Theologie an die Universität Jena erhielt, welche er Anfang 1605 antrat. Damit verbunden erhielt er von der theologischen Fakultät die Doktorwürde der Theologie verliehen und er wurde Assessor am geistlichen Konsistorium. Während jener Aufgabe beteiligte er sich abermals an den organisatorischen Aufgaben der Salana. So wurde er Dekan der theologischen Fakultät und im Wintersemester 1605 Rektor der Universität.

## Schriften
Aus seiner Feder stammen einige Leichenpredigten und unter dem Titel Disputationem Theologicam, praecipuas d. S. coena controversias, quae hodie in Ecclesia Dei agitantur, complectentem (Jena 1606) ist ein eigenes Werk bekannt. Zudem enthalten einige Disputationsschriften seinen Namen, welche im Kontext seiner Hochschultätigkeit entstanden sind.

## Familie
Debel war zwei Mal verheiratet. Seine erste Ehe schloss er 1570 mit Elisabeth Vogel (* um 1546 in Jena; † 8. August 1606 in ebd.), die Tochter des Jenaers Böttchers Albert Vogel (ngw. 1531–1560). Aus der Ehe stammen sechs Kinder, wovon eins jung verstarb. Von den Kindern kennt man die Söhne Josias Debel (auch: Döbel, * Helmstedt, Wintersemester 1592 Uni. Jena; Uni. Marburg, 29. Juli 1606 Dr. jur. Jena, verh. 1605 in Jena mit Barbara Rudolph, die Tochter des Hermann Rudolph), Georg Debel (verh. 5. Februar 1605 in Ohrdruf mit Maria Richter) und Sigismund Debel (auch: Siegmund Debelius, Sigmund Debelius, * Ohrdruf; † 5. Oktober 1626 in Jena, immatr. Sommersemester 1603 Uni. Jena, Landrichter in Jena). Zudem ist die Tochter Ottilia Debel (* um 1580; † 30. März 1609 in Schwabenhausen) bekannt welche sich am 14. Oktober 1600 in Ohrdruf mit dem Diakon und Schulrektor in Gräfentonna Mag. Georg Eckolt (* 19. Juli 1564 in Emleben; † 9. Oktober 1626 in Gräfentonna) verheiratete.
Seine zweite Ehe schloss er am 5. Oktober 1607 in Jena mit Anna Eberlein, die Witwe des Peter Güldenzopf aus Erfurt und Tochter des Hausvogts Johann Eberlein. Aus der Ehe sind keine Kinder bekannt.

## Weblink
- Debelius, Johannes im Professorenkatalog der Universität Helmstedt

| Personendaten    | Personendaten                                 |
| ---------------- | --------------------------------------------- |
| NAME             | Debel, Johann                                 |
| ALTERNATIVNAMEN  | Döbel, Debelius                               |
| KURZBESCHREIBUNG | deutscher Philologe und lutherischer Theologe |
| GEBURTSDATUM     | 11. April 1540                                |
| GEBURTSORT       | Remda                                         |
| STERBEDATUM      | 25. August 1610                               |
| STERBEORT        | Jena                                          |